# Кулачне право свободи
«Кулачне право свободи» (нім. Faustrecht der Freiheit) — фільм 1975 року німецького режисера Райнера Вернера Фасбіндера.

## Сюжет
Мюнхен, 1974 рік. Безробітний актор Франц Біберкопф на прізвисько Фокс (Фассбіндер) одержимий ідеєю виграти велику суму грошей. Він дійсно виграє в лотерею 500 тис. німецьких марок. Імпозантний антиквар Макс (Карлхайнц Бьом) вводить його в коло витончених гомосексуалів. З самого початку зрозуміло, що плебею серед них не місце, але забезпечені світські люди не проти поживитися його грошима і знову занурити його в бруд. Фокс знайомиться з Ойгеном (Петр Хатель), сином підприємця. Молоді люди стають коханцями, і Ойген навіть кидає свого друга Філіпа (Гаррі Бер). Франц виконує всі бажання свого нового друга: купує дорогу квартиру, антикварні меблі, спортивний автомобіль. Він надає кредит батькам Ойгена, у яких труднощі з забезпеченням своєї друкарні. Франц навіть забуває допомогти з грошима власній сестрі, яка занадто вульгарна порівняно з його новими друзями. Ойген вчить Фокса хорошим манерам і прищеплює йому любов до культури, паралельно витягаючи з нього гроші. Коли брати стає нічого, Франца викидають як непотрібну річ. Він впадає у відчай і покінчує життя самогубством.

## У ролях
- Райнер Вернер Фассбіндер — Фокс
- Петер Чатель — Ойген
- Карлхайнц Бьом — Макс
- Харрі Бер — Філіп
- Адріан Ховен — Вольф, батько Ойгена
- Улла Якобсон — мати Ойгена
- Крістіана Майбах — Хедвіг, сестра
- Ханц Зандер — Бармен Спрінгер
- Курт Рааб — Водка-Петр
- Карл Шейдт — Клаус
- Петр Керн — Флорист Шмідт
- Вальтер Зедльмайр — продавець автомобілів
- Рудольф Ленц — Доктор Зібенкасс, юрист
- Брюс Лоу — Доктор Фокса
- Брігіта Міра — Продавець-лото
- Евелін Кюннеке — турагент
- Барбара Валєнтін — дружина Макса
- Інгрід Кавен — співак у нічному клубі
- Марквард Бом — Американський солдат
- Ель Хеді Бен Салєм — Салєм, хлопець в Марокко
- Ірм Херманн — Мадам Шері з Парижа